# 141 T Est 141.701 à 141.742
Les Mikado série 12s numéro 141.701 à 141.742 étaient des locomotives-tender qui furent construites pour la Compagnie des chemins de fer de l'Est. En 1938, elles sont immatriculées à la SNCF 1-141 TC 701 à 742.

## Genèse
La Compagnie des chemins de fer de l'Est a besoin de machines plus puissantes pour faire face à l'augmentation des tares des trains de voyageurs, ces derniers étant devenus à bogies et de construction métallique pour plus de sécurité et pour répondre à la demande croissante du trafic en banlieue. Ainsi, en 1929, la Compagnie fait étudier des locomotives-tender type Mikado 141 T capables de tracter des rames de plus de 500 t à 95 km/h.

## Utilisation et services
En mai 1955, sept locomotives seront mutées à la région Ouest au dépôt des Batignolles puis numérotées 3-141 TD 703, 709, 720, 736, 740, 741 et 742. Elles entrent dans le même roulement que leurs sœurs les 141 TD 101 à 140 de l’État.

## Machine préservée
La 141 TD 740 anciennement 141 TC 740 est préservée depuis février 1982 par l'association CFTLP. Elle en a assurés sa remise en état de marche et l'utilise pour la traction de trains spéciaux.

## Modélisme
Les 1-141 TC Est ont été reproduites à l'échelle HO par l'artisan LocoSet Loisir (Artmétal-LSL) sous forme de kit en laiton à monter et par Fulgurex en 2005.